# Philipp Schörghofer
Philipp Schörghofer, född 20 januari 1983, är en österrikisk utförsåkare. Han har tävlat i världscupen sedan 2006.
Schörghofer har deltagit i tre världsmästerskap. 2009 slutade han på plats 14 i storslalom. 2011 ingick han i det österrikiska lag som blev tvåa i nationstävlingen. Vid samma mästerskap blev han bronsmedaljör i storslalom. I Schladming 2013 tog han VM-guld med Österrikes lag. I storslalom slutade han på åttonde plats.
Han deltog i olympiska vinterspelen 2010 där han blev tolva i storslalom.
I världscupen har han en seger.

## Världscupsegrar
| Datum           | Plats        | Gren       |
| --------------- | ------------ | ---------- |
| 6 februari 2011 | Hinterstoder | Storslalom |